# Austrolimnophila (Archilimnophila) subpolaris
Austrolimnophila (Archilimnophila) subpolaris is een tweevleugelige uit de familie steltmuggen (Limoniidae). De soort komt voor in het Palearctisch gebied.